# طيون خطي الأوراق
الطيون الخطي الأوراق نوع نباتي ينتمي إلى جنس الطيون من الفصيلة النجمية.